# Эхопраксия
Эхопраксия (от др.-греч. ἠχώ «эхо, повторение» и πρᾶξις «действие»), эхокинезия или эхокинез (др.-греч. κίνησις «движение») — эхо-симптом, непроизвольное повторение или имитация человеком жестов, поз и движений окружающих его лиц. Чаще всего больной повторяет относительно простые движения, совершаемые перед ним, например хлопки в ладоши, почёсывание головы или поднятие рук. При поражении конвекситальной префронтальной коры спереди от премоторных отделов возникает префронтальная апраксия, при этом наблюдаются симптомы эхопраксии.
Хотя данное явление принято относить к тиковым расстройствам, его можно наблюдать у людей, страдающих аутизмом, синдромом Туретта, шизофренией (в особенности кататонической шизофренией), фенилпировиноградной олигофренией, второй стадией деменции при болезни Пика, некоторыми формами[какими?] клинической депрессии и другими неврологическими расстройствами. При кататонической форме шизофрении эхопраксия может сочетаться с эхолалией (повторением речи окружающих) и эхомимией (повторением мимики окружающих).
Явления эхопраксии и эхолалии объясняются расторможением подражательного рефлекса.